# Hala widowiskowo-sportowa w Kielcach
Hala widowiskowo-sportowa w Kielcach – hala widowiskowo-sportowa mieszcząca się w Kielcach przy ul. Żytniej 1.
Hala została oddana do użytku w 1967 roku. Wcześniej w jej miejscu organizowany był cyrk i wesołe miasteczko. Obiekt planowany był pierwotnie jako fragment kompleksu sportowego, w którego skład miał wchodzić również stadion piłkarski. Ostatecznie jednak, po zmianie koncepcji, wybudowano na południe od hali Osiedle Chęcińskie.
Pierwszym kierownikiem obiektu był Janusz Kowalczyk. W hali tej swoje pierwszoligowe mecze bokserskie rozgrywali pięściarze Błękitnych Kielce. W sezonie 1999/2000 odbywały się w niej spotkania Polskiej Ligi Koszykówki z udziałem Cersanitu Kielce – w swoim debiucie gospodarze przegrali 60:82 z Brokiem Alkpolem Słupsk.
Hala może pomieścić 1200-1500 osób. Obecnie rozgrywają swoje mecze zespoły biorące udział w rozgrywkach Kieleckiej Amatorskiej Lidze Firm. Ponadto organizowane są tutaj imprezy o charakterze kulturalno-rozrywkowym. Zarządcą hali jest Miejski Ośrodek Sportu i Rekreacji w Kielcach. Dojazd do obiektu zapewnia ponad 24 linie autobusowe.